# Johanna Budwig
Johanna Budwig (anhörenⓘ) (* 1908 in Essen; † 2003 in Freudenstadt, Baden-Württemberg) war eine deutsche Apothekerin, Autorin und Biochemikerin, die durch ihre Öl-Eiweiß-Kost bekannt wurde. Sie vertrat die Annahme, dass Krebs durch diese Kost heilbar sei. Die sogenannte Budwig-Diät basiert einerseits auf der Empfehlung, bestimmte Nahrungsmittel zu essen (schwefelhaltige Proteine zusammen mit mehrfach ungesättigten Fettsäuren), andererseits auf dem Verbot bestimmter Nahrungsmittel (insbesondere gesättigte Fettsäuren). Sie war ursprünglich als Diät für Hepatitispatienten gedacht.
Wirksamkeitsnachweise fehlen für diese spezielle Form einer Krebsdiät, diese Form einer einseitigen Ernährung kann im Gegenteil zu Mangelerscheinungen führen. Die Budwig-Diät wird aber in alternativmedizinischen Kreisen verbreitet und angewandt.

## Leben
Johanna Budwig wurde 1908 in Essen geboren. Mit 16 Jahren trat sie dem Diakonissenorden in Kaiserswerth bei Düsseldorf bei. Nach dem Abitur studierte sie Pharmazie in Königsberg und Münster. Sie arbeitete als wissenschaftliche Mitarbeiterin bei Hans Paul Kaufmann in Münster und wurde dort 1939 promoviert. Während des Zweiten Weltkrieges leitete sie zeitweise die Anstaltsapotheke der Diakonissen in Kaiserswerth, später nahm sie unter Kaufmann eine Tätigkeit im von ihm gegründeten Chemischen Landesuntersuchungsamt Nordrhein-Westfalen an. Dort lag ihr Arbeitsschwerpunkt im Bereich der Fettsäuren. Budwig arbeitete ab 1951 als Obergutachterin für Arzneimittel und Fette im damaligen Deutschen Institut für Fettforschung in Münster. Außerdem praktizierte sie als Heilpraktikerin.
Budwig starb 2003 im Alter von 94 Jahren an den Folgen eines Oberschenkelhalsbruches in Freudenstadt.

## Die Budwig-Diät
Budwigs Öl-Eiweiß-Kost beruft sich auf eine rund 80 Jahre alte Hypothese des Medizin-Nobelpreisträgers Otto Warburg zur Entstehung von Dickdarmkrebs, die sogenannte Warburg-Hypothese, die mittlerweile als widerlegt gilt.
Budwig postulierte, dass der anaerobe Stoffwechsel der Tumorzellen mit Hilfe einer gezielten Ernährung zurück zum aeroben Stoffwechsel geführt werden könne. Grund für das anaerobe Milieu beim Krebs soll die Folge einer falschen Ernährung sein – ein Übermaß an gesättigten und ein Mangel an ungesättigten Fettsäuren. Daher spekulierte Budwig, dass ein Gemisch schwefelhaltiger Proteine, wie sie in Quark oder Hüttenkäse enthalten sind, zusammen mit mehrfach ungesättigten Fettsäuren, wie man sie in Leinöl bzw. Leinsamen findet, günstige Auswirkungen auf die Zellatmung des Tumorgewebes haben. Proteine mit Schwefelanteil enthalten die Aminosäuren Methionin und Cystein. Budwig zog den falschen Schluss, dass diese für die Löslichkeit und den Transport von Fettsäuren notwendig seien.
Sie analysierte alle natürlich vorkommenden Fette und Öle auf optimale Zusammensetzung. Quark mit Leinöl bildet daher die Basis in Variationen dieser Nahrung. Zudem soll die Diät mit viel frischem Obst und Gemüse (vorzugsweise aus ökologischer Landwirtschaft, am besten roh oder nur sanft gegart), Vollkornprodukten, Hülsenfrüchten, Nüssen, Saaten, Kräutern und Gewürzen ergänzt werden. Dies wird auch in Form von Getränken (Sauerkrautsaft, Gemüse- und Fruchtsäfte) empfohlen.
Ziel der Diät ist es, schwer verdauliche und schwer bekömmliche Fette in der Ernährung auszuschalten. Die Budwig-Diät verzichtet daher auf Fleisch, Fisch, Butter, konservierte Nahrungsmittel, Margarine, Nudeln, Tiefkühlkost, raffinierten Zucker, Weißmehlprodukte und Kaffee. Zudem sollen schwerbekömmliche Fette (z. B. Trans-Fettsäuren), Konservierungsmittel, Geschmacksverstärker, Stabilisatoren und weitere Zusatzstoffe vermieden werden. Synthetisch hergestellte Supplemente (z. B. Multivitaminpräparate) oder Antioxidantien sollen nach Budwig nicht eingenommen werden.
Die Budwig-Diät ist daher im Wesentlichen eine leichte, vegetarische Ernährungsweise, umfasst aber strenge Ernährungsrichtlinien.

## Kritik an der Budwig-Diät
Einen Nachweis für die beschriebenen Wirkungen auf den Stoffwechsel von Krebszellen konnte Budwig nicht erbringen. Es gibt auch keine seriösen Nachweise dafür, dass die Budwig-Diät (wie andere Krebsdiäten auch) in der Lage ist, Krebs zu heilen. Berichte über angebliche Heilerfolge werden als Anekdoten angesehen, da es keine wissenschaftlichen Studien zu diesen Berichten und einer möglichen Wirksamkeit dieser Diät bei Krebs gibt. Zudem besteht die Gefahr einer Mangelernährung, falls die Diät alleine angewendet wird. Als Diät, die eine effektive Therapie begleitet, kann sie jedoch bei Nachweisbarkeit des Enzyms TKTL-1 akzeptiert werden, da nicht zu erwarten ist, dass von dieser Diät alleine eine Mangel- oder Fehlernährung ausgeht. Die Diät ist in ihrer Zusammensetzung einseitig.
Budwigs Annahmen fußen auf veralteten und mittlerweile überholten Erkenntnissen zur Grundlagenforschung zu Fettsäuren aus den 1950er-Jahren. Sie ging von einem generell krebshemmenden Effekt von mehrfach ungesättigten Fettsäuren aus, ignorierte jedoch den in der Zwischenzeit nachgewiesenen Unterschied zwischen Omega-3-Fettsäuren und Omega-6-Fettsäuren. Dabei weisen zahlreiche Studien auf krebsfördernde Wirkungen einer übermäßigen Zufuhr an Omega-6-Fettsäuren hin, wogegen für Omega-3-Fettsäuren krebshemmende Wirkungen möglich scheinen. Somit ist Budwigs Hypothese, dass mehrfach ungesättigte Fettsäuren prinzipiell die Zellatmung in Krebszellen deaktivieren und diese damit zum Absterben bringen, nicht haltbar. Vor diesem Hintergrund könnten die Überlieferungen Budwigs in Bezug auf die Heilerfolge bei Krebs auf den vergleichsweise hohen Omega-3- und niedrigen Omega-6-Gehalt des von ihr verwendeten Leinöls zurückzuführen sein. Zudem ist Budwigs Annahme, dass Krebs durch den Zufuhr einer bestimmten Fettsäure beeinflusst oder gar geheilt werden könnte, falsch – Krebs ist eine komplexe, mehrstufige Erkrankung.

## Budwig-Creme
Die „Budwig-Creme“ ist der Grundbaustein der Ernährungsempfehlungen nach Budwig. Sie wird aus Leinöl und Magerquark in Verbindung mit Honig zubereitet. Außerdem können Leinsamen-Mischungen, Obst oder Nüsse hinzugefügt werden. Es gibt auch eine vegane Variante der Budwig-Creme.

## Werke
- H. P. Kaufmann, J. Budwig: Zur Biologie der Fette V: Die Papier-Chromatographie der Blutlipoide, Geschwulstproblem und Fettforschung. Chemischen Landes-Untersuchungsamt Nordrhein-Westfalen und dem Deutschen Institut für Fettforschung. Münster in Westfalen. Artikel erschienen in Fette und Seifen Nr. 54, 1952, S. 156–165.
- Die elementare Funktion der Atmung in ihrer Beziehung zu autoxydablen Nahrungsstoffen. Hyperion-Verlag, Freiburg im Breisgau 1956.
- Krebs – ein Fettproblem, richtige Wahl und Verwendung der Fette. Hyperion-Verlag, Freiburg im Breisgau 1956.
- Das Fettsyndrom: Die fundamentale Bedeutung der Fette und anderer Lipide. Eigenverlag 1959.
- Die Auswirkungen des Fettstoffwechsels auf die Funktion der Sinnesorgane; Textauszug aus: Das Fettsyndrom. Hyperion-Verlag, Freiburg im Breisgau 1959.
- Öl-Eiweiß-Kost. Hyperion-Verlag, Freiburg im Breisgau 1965.
- Kosmische Kräfte gegen Krebs, Elektronen-Biologie. Hyperion-Verlag, Freiburg im Breisgau 1966.
- Laserstrahlen gegen Krebs, Resonanz-Phänomene als Anti-Entropie-Faktor des Lebens. Hyperion-Verlag, Freiburg im Breisgau 1968.
- Der Tod des Tumors. 2 Bände. Eigenverlag 1977.
- Fotoelemente des Lebens, auch zur Überwindung der Erkrankung an Krebs. Resch, Innsbruck 1979.
- Krebs, das Problem und die Lösung. Sensei-Verlag, Kernen 2000.